# Eduardo Neves
Eduardo Neves de Castro (Rio de Janeiro, 29 agosto 1943 – 28 aprile 1969) è stato un calciatore brasiliano, di ruolo centrocampista.
Morì in un incidente stradale insieme al compagno di squadra Ludgero Pereira da Silva.